# Geerat J. Vermeij
Geerat J. Vermeij (nascido em 28 de setembro de 1946) é um paleoecologista e biólogo evolucionista holandês que atua no Departamento de Ciências da Terra e Planetárias da Universidade da Califórnia, Davis. Sua área de estudo são os moluscos marinhos, tanto fósseis quanto viventes, e a influência que esses organismos têm nas trajetórias evolutivas uns dos outros. Ele também trabalhou com outros grupos de organismos, como plantas e caranguejos, bem como com eventos de extinção, invasões biológicas e biogeografia. Em 1997, recebeu da Academy of Achievement o prêmio Golden Plate; em  2001, foi agraciado com a Medalha Daniel Giraud Elliot da Academia Nacional de Ciências dos Estados Unidos, e em 2016 foi condecorado com a Medalha Addison Emery Verrill. Também recebeu numerosos outros prêmios e honrarias ao longo de sua prolífica carreira.

## Infância, educação e vida adulta
Vermeij nasceu em Sappemeer, Holanda. Cego desde os três anos de idade devido ao glaucoma, estudou Braille no internato Prins Alexander Stichting em Huis Ter Heide. Mudou-se da Holanda para Nutley, Nova Jersey aos 10 anos, e se formou no ensino médio na Nutley High School em 1965. Nessa idade, Vermeij já havia manifestado seu desejo de se tornar um conquiliologista; nessa época, um professor que certa vez lhe trouxe conchas da Flórida, e as notáveis diferenças entre as características dessas conchas e das que ele havia experienciado na Holanda despertaram seu interesse.
Já mais velho, seu interesse em comparar características de conchas surgiu em seu último ano na Universidade de Princeton, em uma viagem para a Costa Rica e o Havaí, intrigado por um marcante contraste entre os moluscos. Vermeij se formou na Universidade de Princeton em 1968 e recebeu seu título de doutor em biologia e geologia pela Universidade de Yale em 1971. Casou-se com Edith Zipser, com quem teve uma filha, Hermine.

## Carreira
Vermeij estuda relações coevolutivas entre organismos predadores e presas, com foco em moluscos marinhos. Sua pesquisa argumenta que um importante mecanismo evolutivo é o processo de escalada, que ocorre quando as espécies se adaptam ou são limitadas por seus concorrentes, predadores e parasitas.
Ao invés da visão, Vermeij usa o sentido do tato para compreender a morfologia dos moluscos. Ao longo de sua carreira, ele desafiou a suposição de que pessoas com deficiências como cegueira não podem conduzir pesquisas científicas.
Como parte de sua carreira profissional, ele fez parte de várias sociedades profissionais, incluindo a Associação Americana para o Avanço da Ciência, a Society for the Study of Evolution, a Sociedade Paleontológica, a Sociedade Americana de Naturalistas, o Instituto de Malacologia, a Nederlandse Malacologische Vereniging e a Werkgroep voor Tertiaire en Kwartiaire Geologie. Ele foi membro do conselho de administração da Academia de Ciências da Califórnia de 2006 a 2015.
Vermeij tem mais de 250 publicações em periódicos científicos e ao menos 7 livros publicados, destacando-se o seu primeiro livro, Biogeography and Adaptation, publicado em 1978. Ele também publicou Evolution and Escalation: An Ecological History of Life, A Natural History of Shells, Privileged Hands: A Scientific Life, e Nature: An Economic History, que avalia economia e evolução.

## Prêmios e honrarias
Vermeij recebeu diversos prêmios, distinções e honrarias em reconhecimento por seu trabalho, a saber:
- 1968: Phi Beta Kappa: Universidade de Princeton[16]
- 1983: Prêmio de Excelência em Pesquisa, Divisão de Agricultura e Ciências da Vida, Universidade de Maryland[16]
- 1997: Academy of Achievement, Prêmio Golden Plate[16]
- 1997: John Burroughs Society, prêmio por Melhor Ensaio em História Natural[16]
- 2001: Medalha Daniel Giraud Elliott, Academia Nacional de Ciências dos Estados Unidos[21]
- 2006: Medalha da Sociedade Paleontológica[22]
- 2008: Círculo de Descoberta, Universidade de Maryland[16]
- 2016: Medalha Addison Emery Verrill, Museu Peabody de História Natural[4]
- 2017: Medalha de Membros, Academia de Ciências da Califórnia[20]

### Epônimos
O gênero de gastrópodes Vermeijius foi nomeado e sua homenagem, bem como várias espécies:
- Benimakia vermeiji Bouchet & M. A. Snyder, 2013[25]
- Cantharus vermeiji Fraussen, 2008[26]
- Echinolittorina vermeiji (Bandel & Kadolsky, 1982)[27]
- Granulifusus vermeiji M. A. Snyder, 2003[28]
- Nassaria vermeiji Fraussen & Stahlschmidt, 2015[29]
- Polygona vermeiji (Petuch, 1986)[30]

## Links externos
- Página de Vermeij no corpo docente da UCD